# Pszczółki-Szerszenie
Pszczółki-Szerszenie (prononciation : [ˈpʂt͡ʂuu̯ki ʂɛrˈʂɛɲɛ]) est un village polonais de la gmina de Grudusk dans le powiat de Ciechanów de la voïvodie de Mazovie dans le centre-est de la Pologne.
Il se situe à environ 4 kilomètres au sud-est de Grudusk (siège de la gmina), 19 kilomètres au nord de Ciechanów (siège du powiat) et à 94 kilomètres au nord de Varsovie (capitale de la Pologne).
Le village possède approximativement une population de 40 habitants en 2006.

## Histoire
De 1975 à 1998, le village appartenait administrativement à la voïvodie de Ciechanów.